# Pendulia

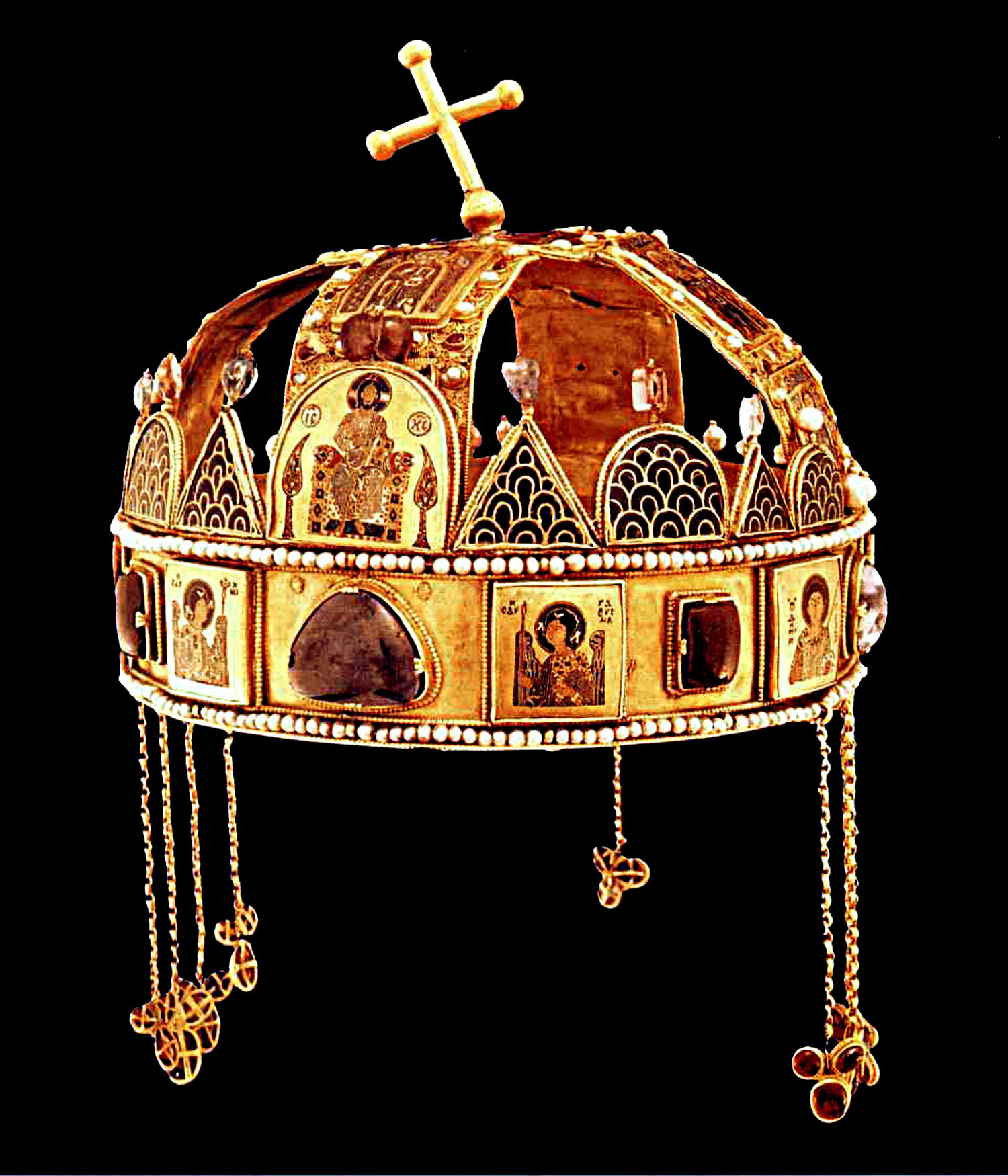
Santa Corona Húngara. Se pueden ver las pendulia colgando en los laterales.

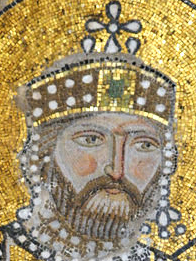
Mosaico de Constantino IX en el que se pueden apreciar las pendulia a los lados de la cara del emperador.

Las pendulia o pendilia (en singular pendilium) eran decoraciones colgantes a los lados de las coronas bizantinas, que por lo general estaban hechas de perlas o de cadenetas de oro. En muchas ocasiones las pendulia terminaban en cruces o en piezas que representaban flores.